# NGC 1225
NGC 1225 é uma galáxia espiral (Sb) localizada na direcção da constelação de Eridanus. Possui uma declinação de -04° 06' 06" e uma ascensão recta de 3 horas, 08 minutos e 47,3 segundos.
A galáxia NGC 1225 foi descoberta em 1886 por Frank Leavenworth.